# Burg Wildeneck (Württemberg)
Die Burg Wildeneck (auch Burg Wildenegg) ist eine abgegangene Höhenburg auf 570 m ü. NHN im Lauratal gegenüber der Haslachburg zwischen Weingarten und Albisreute in der Gemeinde Schlier im Landkreis Ravensburg.

## Geschichte
Die Aufgabe der Burg Wildeneck ist bis heute ein Rätsel. So wird überliefert, dass die Burgen Wildeneck und Haslach als Abwehr des Dorfes Altdorf dort gebaut wurden. Eine weitere Sage wird heute von den Einwohnern erzählt, nach dieser gibt es zwischen beiden Burgen einen Geheimgang, der aber bislang nicht nachgewiesen werden konnte. Nach einem Brand der Burg wurde sie unbewohnbar. Im 18. Jahrhundert wurden die Steine der Burg zum Bau der Pfarrkirche Weingarten verwendet. Bis heute gibt es nur wenige Schriften, in denen die Burg Wildeneck erwähnt wird. Einziger Überrest der Burg ist ein kleiner Steinwall, der aber witterungsbedingt in einigen Jahren immer mehr verfallen wird.
Der Burgstall zeigt heute nur noch einige Steine.
Die Wildeneggstraße in Weingarten ist nach der Burg benannt.